# The Rods
The Rods sono un gruppo musicale Heavy metal fondato da David Feinstein (chitarre e voce), Garry Bardonaro (basso e voce) e Carl Canedy (batteria e voce) nel 1980.

## Storia
La prima importante apparizione di Feinstein nel circuito musicale, avviene con gli Elf, band formata dal cugino Ronnie James Dio.
Canedy muove i primi passi come batterista in una band di Boston, i Kelakos, incidendo nel 1978 un album, Gone are the days anche in veste di produttore.
Dall'incontro dei due nacquero i Thunder insieme ad un terzo personaggio, il bassista Joey DeMaio, futuro fondatore dei Manowar.
Dopo la breve durata del gruppo e l'uscita di DeMaio, arriva Steve Starmer al basso e adottano il nome di The Rods; collaborano con Chris Bubacz (collaboratore dei Metallica) all'incisione di un primo demo.
Nel 1980 debuttano con l'album Rock Hard e ottengono di aprire una data dei concerti dei Judas Priest. Nonostante i primi piccoli successi Starmer decide di lasciare il gruppo e venne sostituito per un breve periodo da Graig Gruber anche lui sostituito in seguito dal definitivo bassista Garry Bordonaro.
La formazione si assesta e la casa discografica decise di ripubblicare nel 1981 l'album di esordio sotto un altro titolo, The Rods, cambiando l'ordine delle track e aggiungendo due cover suonate insieme all'ultimo arrivato.
La band comincia a girare on tour a supporto degli Iron Maiden con il loro "Beast on the road tour", scelta felice che fece ritrovare i tre a scalare le classifiche inglesi, al punto che decisero di fermarsi in Inghilterra per la registrazione del loro secondo album Wild Dogs uscito nel 1982.
Nonostante i successi, non riescono a capitalizzare gli sforzi, facendosi sfuggire l'opportunità di un tour live a supporto degli Ac/Dc, colpevole anche la loro casa discografica che preferisce supportare altre band, portando i Rods a firmare per la scuderia di Mike Varney incidendo nel 1983 il terzo album In the Raw.
Lasciata la Shrapnel Records portano la loro potenza su un disco dal vivo, appunto Live sempre del 1983.
Successivamente pubblicano nel 1984 Let Them Eat Metal album giudicato sterile dagli stessi membri del gruppo.
L'inevitabile fase di stallo nella metà degli anni ottanta portò Canedy ad alimentare la sua attività di produzione di gruppi musicali, nei suoi crediti si annoverano album del calibro di Armed and Dangerous e "Spreading the Disease" degli Anthrax, "Violence & Force" degli Exiter, "Peace Sells... But Who's Buying?" dei Megadeth e "Beyond the Gates" dei Possessed.
Nel 1986 Bardonaro, confluendo nei Savoy Brown, lascia il posto al ritorno di Graig Gruber con cui i Rods incidono Heavier Than Thou insieme al nuovo arrivato, il cantante Sammy "Shmoulik" Avigal. Purtroppo fu chiaro che in quegli anni l'heavy metal stava orientando lo stile verso altre sonorità e, complice anche il sempre più marcato interesse di Canedy verso l'attività di produzione in studio, costrinse Feinstein a mettere una pietra sul progetto "The Rods".
Nel 2008 "The Rods" annunciano la loro riunione, suonando nell'agosto del 2008 al "Metal Rock Fest" di Lillehammer a supporto del loro nuovo album Vengeance.

## Formazione

### Ultima
- David Feinstein - chitarra e voce
- Garry Bardonaro - basso elettrico e voce
- Carl Canedy - batteria e voce

### Ex componenti
- Graig Gruber

## Discografia
Album in studio
- 1980 - Rock Hard
- 1981 - The Rods
- 1982 - Wild Dogs
- 1983 - In the Raw
- 1984 - Let Them Eat Metal
- 1986 - Heavier Then Thou
- 2008 - Vengeance
- 2015 - Hollywood

Live
- 1983 - Live